# Gunilla Bandolin
Gunilla Bandolin (* 1954 in Köping) ist eine schwedische Bildhauerin, Keramikerin und Garten- und Landschaftsarchitektin.

## Leben
Bandolin studierte von 1973 bis 1975 Journalistik an der Journalistskola in Stockholm, von 1974 bis 1976 Literaturgeschichte an der Universität Uppsala in Uppsala und bis 1979 Philosophie an der Universität Karlstad in Karlstad. Von 1978 bis 1983 erfolgte eine Ausbildung an der Fakultät Keramik und Glas an der Konstfack in Stockholm. Bandolin war von 1995 bis 2001 Dozentin für Landschaftsarchitektur an der Lantbrukhögskolan in Alnarp, von 2001 bis 2006 Gastdozentin an der Königlich Technischen Hochschule Stockholm in Stockholm und seit 2006 ist sie Dozentin an der Kunst-Fakultät an der Konstfack.
Sie erhielt 2004 den Stockholms Stads hederpris und 2006 den Sveriges Arkitekters Sienapris für ihr Werk Observatorium aus 2002.

## Werke (Auswahl)

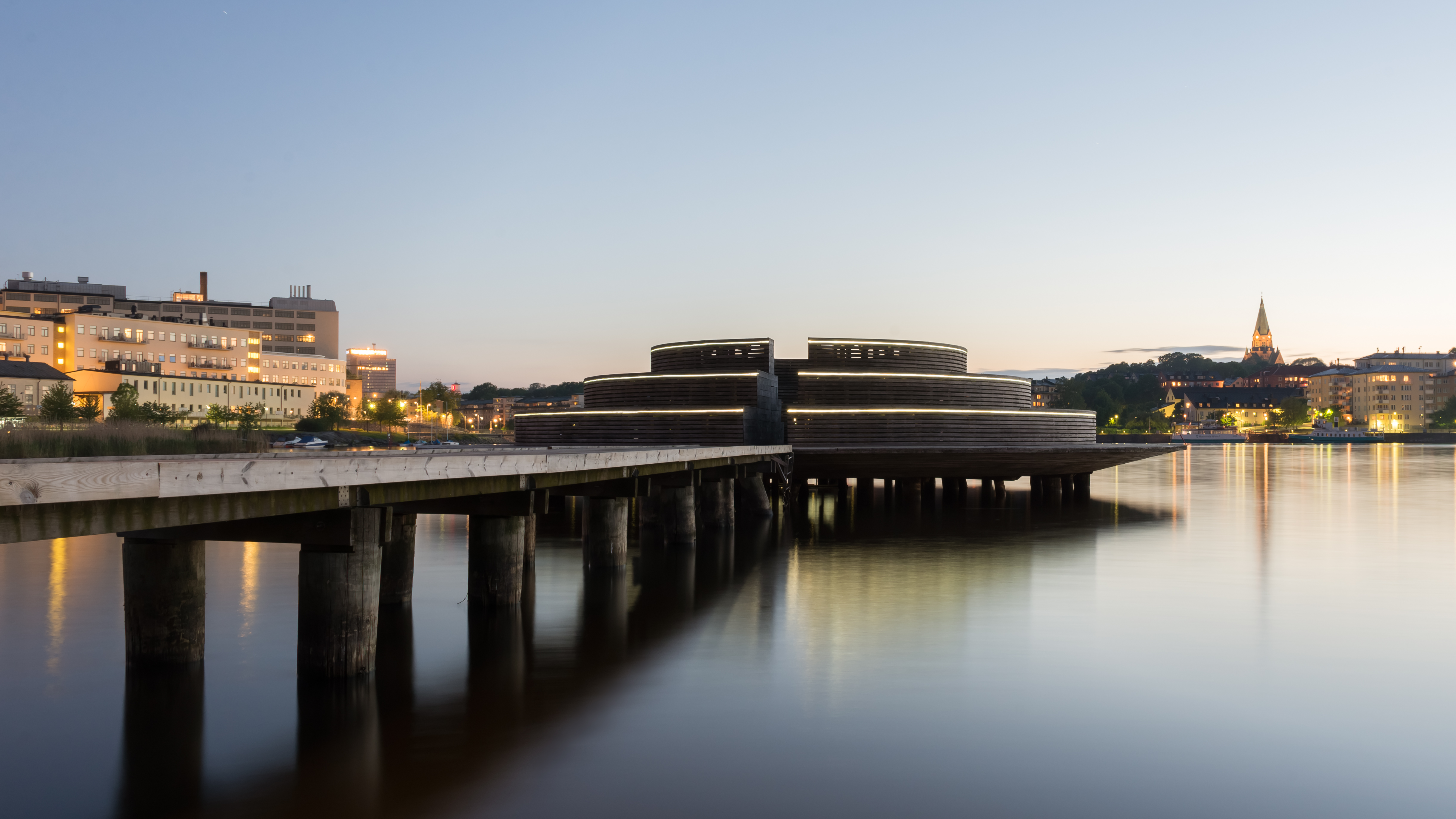
Observatorium (2002)

- Pyramiden (1990)[1], Skulpturenpark Slott Vanås bei Knislinge
- Vattenkunst (1993) für Tetra Pak in Lausanne
- Vattenskulptur bei Telenor in Bergen
- Solomons’s Well (1994), Socrates Sculpture Park in Queens (New York City)
- Bojsemburg (1994) in Falun
- Sky’s Impression (2001), Fundación NMAC in Vejer de la Frontera
- Observatorium (2002)[2], Hammarby Sjöstad in Stockholm
- Skulptur – Granit (2003), Södra Länken in Stockholm
- Utposten (2004) bei Posten in Solna
- Lusthus (2005), Ekängens skola in Linköping
- Skulptur (2008)[3], Tekniska Högskola Kemicen in Lund